# Vincenz Kollar
Vincenz Kollar (Kranowitz, Silésia, 1797 — Viena, 1860) foi um entomologista austríaco que se notabilizou no estudo dos dípteros, tendo-se dedicado ao estudo das espécies com interesse económico, particularmente insectos das florestas.

## Biografia
Vincenz Kollar foi curador do Naturhistorisches Museum (Museu de História Natural) de Viena. O seu trabalho centrou-se no estudo dos insectos colectados em expedições de exploração, em especial na Expedição Austríaca ao Brasil realizada entre 1817 e 1835.
Kollar descreveu diversas novas espécies de insectos.

## Publicações
Entre outras publicações de relevo, é autor das seguintes obras:
- Die vorzüglich lästigen Insekten Brasiliens, p. 101-119. In J.E. Pohl. Reise im Innern von Brasiliens, vol. I, 448p.(1832)
- Aufzählung und Beschreibung der von Freih. Carl v. Hügel auf seiner Reise durch Kaschmir und das Himalayagebirge gesammelten Insekten. (mit L. Redtenbacher). 4(2):393-564, 582-585, 28 colour plates (1848).
- Über Agrilus viridis Kiesw. ein die Erlen verwüstendes Insekt. Verhandlungen der Zoologische-botanische Geselschaft, Wien 8:325-328.(1858)